# Негационизам
Негационизам је врста историјског ревизионизма и подразумева порицање или мењање утврђених историјских чињеница, коришћењем нелегитимних техника у одговарајућем историјском дискурсу, попут представљања познатих фалсификованих докумената за аутентичне; измишљања смислених, али истовремено и неубедљивих разлога за неповерење према аутентичним документима; приписивања властитих закључака изворима који тврде супротно; манипулисања статистичким подацима да би се подржало властито мишљење; и намерног погрешног превођења текстова (са језика који нису језик ревизионисте). Најчешћа сврха негационизма је да се умање или порекну неугодни догађаји из прошлости, као што су геноцид, ратни злочини или злочини против човечности.
У неким државама попут Аустрије, Белгије, Француске и Швајцарске негационизам се сматра кривичним делом.